# راجر ال. سایمون
راجر ال. سایمون (انگلیسی: Roger L. Simon؛ زادهٔ ۲۲ نوامبر ۱۹۴۳) فیلم‌نامه‌نویس، رمان‌نویس و کارگردان فیلم اهل ایالات متحده آمریکا است.
از فیلم‌ها یا مجموعه‌های تلویزیونی که وی در آن‌ها نقش داشته‌است، می‌توان به یک زندگی بهتر، صحنه‌هایی از مرکز خرید، دشمنان، یک داستان عاشقانه و راه‌حل بزرگ اشاره نمود.